# NGC 2500
NGC 2500 è una piccola e relativamente vicina galassia a spirale barrata situata nella costellazione della Lince, a una distanza di circa 39 milioni di anni luce dalla nostra Via Lattea.

## Scoperta
La galassia è stata scoperta il 9 marzo 1788 dall'astronomo britannico di origine tedesca William Herschel.

## Descrizione
NGC 2500 ha una classe di luminosità IV e presenta una larga riga a 21 cm dell'idrogeno neutro.
Nella galassia sono presenti anche regioni di idrogeno ionizzato.
Il database NASA/IPAC la classifica come una galassia di campo, cioè una galassia che non appartiene ad alcun ammasso o gruppo di galassie ed è quindi gravitazionalmente isolata, anche se poi la considera come facente parte del Gruppo di NGC 2841.

## Gruppo di NGC 2841
NGC 2500 fa parte del Gruppo di NGC 2841. Le cinque principali galassie di questo gruppo sono NGC 2500, NGC 2537, NGC 2541, NGC 2552 oltre naturalmente a NGC 2841, che è anche l'unica galassia appartenente alla costellazione dell'Orsa Maggiore, mentre le altre quattro fanno parte della Lince.